# Agne Bergvall
Agne Gustav Bergvall, född 13 oktober 1962 i Växjö, är en svensk friidrottstränare. Han är mest känd som Carolina Klüfts tränare, men han har även tränat tennisspelaren Joachim Johansson, Susanna Kallur och Jenny Kallur.

## Biografi
Innan Bergvall blev friidrottscoach var han en hygglig tiokampare på nationell nivå. Det personliga rekordet är 6 509 poäng. 1984 avslutade han dock den aktiva idrottarkarriären för att bli tränare. Han blev då först ideell tränare i IFK Växjö och övergick 1989 till en heltidstjänst som tränare för klubben. Fem år senare övergick Bergvall till att en position som tränare i egen regi.
Bergvall blev rikskänd som tränare för sjukamparen Carolina Klüft. Åren 2004 och 2007 var han även tränare för Susanna och Jenny Kallur.
Mellan 2005–2013 var han ansvarig för bandylaget Vetlanda BKs fysträning. Han fortsatte senare som fystränare för Vetlanda BK. 